# Попов, Темко
Темко Попов (1855, Охрид ― 1929, там же) ― политический активист сербофильского направления в Османской Македонии, впоследствии сербский политик и дипломат.

## Биография
Темко Попов родился в Охриде, который тогда находился под контролем Османской империи. Окончил среднюю школу в Афинах. Там же работал сначала в различных православных учреждениях, затем учителем в Эдирне, а затем ― в Болгарской мужской гимназии в городе Битола. Впоследствии он переехал в Софию, где стал одним из основателей тайного Македонского общества, основанного в 1886 году для продвижения просербской македонской идентичности, которая отличала бы их от болгар. Другими лидерами общества были Наум Евров, Коста Групчев и Василий Караёвев.
Преследуемые болгарскими властями, в конце августа 1886 года они переехали в Белград, где вели переговоры с сербским правительством по македонскому вопросу и в том же году участвовали в создании Ассоциации сербо-македонцев. В то время «македонизм» рассматривался сербским правительством как возможный противовес болгарскому влиянию в Македонии и как этап постепенной сербизации македонских славян. Из Белграда сербские власти отправили его в Салоники, где его внедрили для работы в болгарскую среднюю школу. Однако в 1887 году он был изгнан оттуда, будучи уличённым в распространении просербской пропаганды. В 1888 году в письме Деспоту Баджовичу Темко Попов писал о необходимости македонизации македонских славян следующим образом:
«Давай же не будем врать самим себе, Деспот: национальный дух в Македонии достиг сегодня таких высот, что даже если бы сам Иисус Христос пришёл на Землю, он бы не смог убедить македонцев в том, что они сербы или болгары, кроме тех из них, в чьих умах уже укоренилась болгарская пропаганда».
Эта деятельность Попова подверглась критике со стороны болгарской интеллигенции в Македонии. По этому поводу Кузман Шапкарев писал в письме Марину Дринову в 1888 году следующие строки: «один урод — Темко Попов, внебрачный сын Стефана Владикова — предателя Димитара Миладинова, лжёт сербскому консулу в Царьграде (Стояну Новаковичу) о том, что он превратит македонских болгар в старых сербов». Темко вернулся в Белград, где общество Святого Саввы материально помогло ему в его новом назначении на работе. Этот компромисс с сербскими интересами позже привёл его к полному отказу от своей сепаратистской программы. Впоследствии, с 1888 по 1913 год, Темко находился на сербской дипломатической службе в Салониках, Стамбуле и Афинах. В результате с кануна нового века он и его сотрудники продвигали только просербские идеи. После младотурецкой революции Темко стал сербским сенатором в османском парламенте в 1908–1909 годах, когда жил в Константинополе. Здесь он издавал сербскую газету «Цариградски гласник».  Позже он работал в посольстве Сербии в Афинах до окончания Балканских войн в 1913 году. Затем он переехал в Охрид, только что отошедший к Сербии, и был его мэром до болгарской оккупации в 1915 году. В 1918 году, после окончания Первой мировой войны он второй раз занимал пост мэра Охрида. В 1921 году Попович был назначен инспектором сельскохозяйственной службы в Битоле и некоторое время спустя вышел на пенсию.